# Valera Fratta
Valera Fratta é uma comuna italiana da região da Lombardia, província de Lodi, com cerca de 1.208 habitantes. Estende-se por uma área de 8 km², tendo uma densidade populacional de 151 hab/km².
Faz fronteira com Bascapè (PV), Torrevecchia Pia (PV), Caselle Lurani, Marzano (PV), Marudo, Villanterio (PV), Torre d'Arese (PV).

## Demografia
| Variação demográfica do município entre 1861 e 2011                               |
|                                                                                   |
| Fonte: Istituto Nazionale di Statistica (ISTAT) - Elaboração gráfica da Wikipedia |